# Hamaticolax occultus
Hamaticolax occultus is een eenoogkreeftjessoort uit de familie van de Bomolochidae. De wetenschappelijke naam van de soort is voor het eerst geldig gepubliceerd in 1971 door Kabata.